# Pieni-Kumpunen (ö, lat 63,16, long 28,34)
Pieni-Kumpunen är en ö i Finland. Den ligger i sjön Vuotjärvi och i kommunen Kuopio i den ekonomiska regionen  Kuopio ekonomiska region  och landskapet Norra Savolax, i den centrala delen av landet, 400 km nordost om huvudstaden Helsingfors. Öns area är 1,3 hektar och dess största längd är 290 meter i öst-västlig riktning.